# Блава
Бла́ва (словац. Blava) — река в Трнавском крае Словакии, правый приток реки Дольни-Дудваг (бассейн Дуная). Длина реки 47,5 км.
Название реки не стандартизировано — в верхнем течении реку называют Горна́-Бла́ва (словац. Horná Blava), в нижнем один из рукавов реки называют Долна́-Бла́ва (словац. Dolná Blava).

## Горна-Блава
Исток реки находится в Малых Карпатах в Доброводской котловине, неподалёку от деревни Добра-Вода в Трнавском районе, на высоте над уровнем моря около 260 м. В верховье реки, на высоте над уровнем моря 233 м, в неё впадает ручей Главина. Затем, спускаясь ниже, река принимает следующие притоки — ручьи Ясенёвый (на высоте над уровнем моря 224 м), Планинку (на высоте над уровнем моря 216 м) и Дубницкий (на высоте над уровнем моря 214 м). Далее река втекает на приподнятую лесистую часть Поддунайской низины — Поддунайские холмы, далее течёт до урочища Трнавские холмы, где заканчивается лесистая местность, протекает через посёлок Дехтице, там на реке есть пруд, там же реку пересекает автодорога № 520, и на высоте над уровнем моря 176 м впадает левый приток — ручей Врбовец и также слева впадает Дехтицкий канал, а далее начиная с Дехлице, по направлению вниз по течению, вдоль правого берега реки, до посёлка Катловце проходит автодорога № 560, на этом участке русло реки заметно расширяется, а затем разделяется на два рукава: левый течёт через Радошовце, а правый через Падеровце. На правом рукаве есть пруд, и в этот рукав, на высоте 160 м над уровнем моря, втекает правый приток — Дубовский ручей и неподалёку близ Ясловске-Богунице оба рукава сливаются вместе, хотя минуя Ясловске-Богунице, на высоте 153,5 м над уровнем моря, протекая вдоль Ясловце, река на протяжении 1 км опять состоит из двух рукавов, затем река протекает через Малженице и достигая Бучан, которые находятся с востока русла реки — на её левобережье и разделяясь с Долна-Блавой текущей на юг, река поворачивая на восток принимая слева Ваниговский канал Горна-Блава, на высоте 136,3 м над уровнем моря сливается с Дудвагом (Горны-Дудваг), протекая от истока 38 км.

## Долна-Блава
Русло Долна-Блавы отделяют от Горна-Блавы южнее Бучан. Долна-Блава от Бучан течёт на юг, и ниже по течению несколько меняет направление смещаясь к юго-западу. Протекает через территорию общины (муниципалитета) Брестованы: по населённым пунктам Брестованы, Мале-Брестованы, Вельке-Брестованы, Горне-Ловчице, а затем через Долне-Ловчице, где справа в реку втекает канал Раштун, а затем, на высоте 132 м над уровнем моря, втекает Крупский ручей. Далее Долна-Блаву пресекает автотрасса E 75, а ниже по течению, неподалёку, к югу от автотрассы, на правобережье реки находится Завар, ниже которого, в районе Крижован-над-Дудвагом река впадает в Дольни-Дудваг.